# Clay County (Tennessee)
Clay County ist ein County im Bundesstaat Tennessee der Vereinigten Staaten. Das U.S. Census Bureau hat bei der Volkszählung 2020 eine Einwohnerzahl von 7.581 ermittelt. Der Verwaltungssitz (County Seat) ist Celina.

## Geographie
Das County liegt im Norden von Tennessee, grenzt an Kentucky und hat eine Fläche von 671 Quadratkilometern, wovon 60 Quadratkilometer Wasserfläche sind. Es grenzt im Uhrzeigersinn an folgende Countys: Monroe County (Kentucky), Cumberland County (Kentucky), Pickett County, Overton County, Jackson County und Macon County.

## Geschichte
Clay County wurde am 24. Juni 1870 aus Teilen des Jackson County und des Overton County gebildet. Benannt wurde es nach Henry Clay, einem US-amerikanischen Staatsmann, der unter anderem Senator und Sprecher des Repräsentantenhauses der Vereinigten Staaten war.

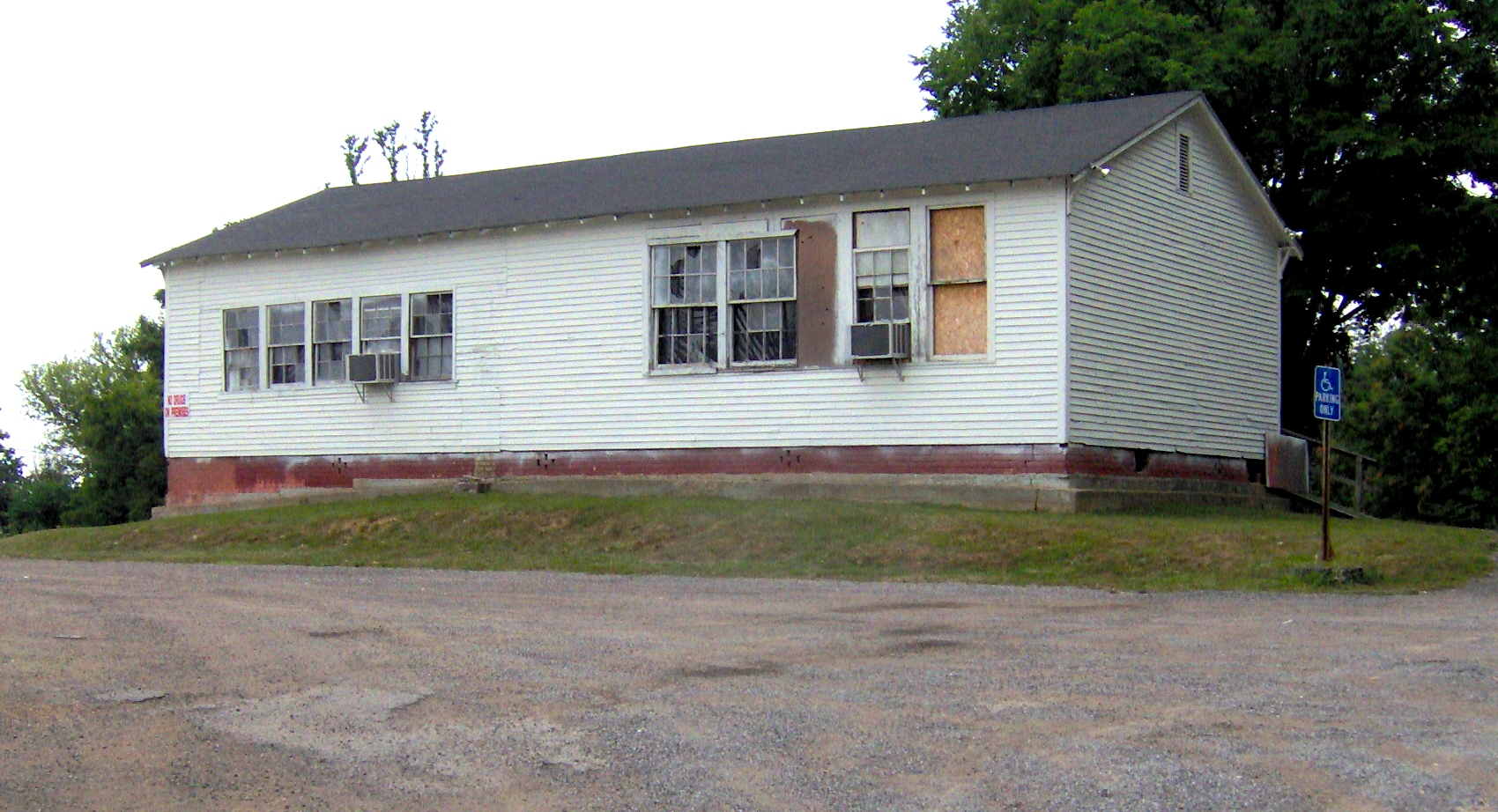
Die Free Hills Rosenwald School ist einer von zwei Einträgen des Countys im NRHP.

Zwei Bauwerke des Countys sind im National Register of Historic Places (NRHP) eingetragen (Stand 11. August 2018).

## Demografische Daten

Alterspyramide Clay County

Nach der Volkszählung im Jahr 2000 lebten im Clay County 7.976 Menschen in 3.379 Haushalten und 2.331 Familien. Die Bevölkerungsdichte betrug 13 Einwohner pro Quadratkilometer. Ethnisch betrachtet setzte sich die Bevölkerung zusammen aus 96,75 Prozent Weißen, 1,44 Prozent Afroamerikanern, 0,33 Prozent amerikanischen Ureinwohnern, 0,14 Prozent Asiaten, 0,11 Prozent Bewohnern aus dem pazifischen Inselraum und 0,24 Prozent aus anderen ethnischen Gruppen; 0,99 Prozent stammten von zwei oder mehr Ethnien ab. 1,35 Prozent der Bevölkerung waren spanischer oder lateinamerikanischer Abstammung.
Von den 3.379 Haushalten hatten 27,7 Prozent Kinder und Jugendliche unter 18 Jahre, die bei ihnen lebten. 54,7 Prozent waren verheiratete, zusammenlebende Paare, 9,7 Prozent waren allein erziehende Mütter und 31,0 Prozent waren keine Familien. 27,6 Prozent waren Singlehaushalte und in 12,0 Prozent lebten Personen im Alter von 65 Jahren oder darüber. Die Durchschnittshaushaltsgröße betrug 2,33 und die durchschnittliche Haushaltsgröße betrug 2,80 Personen.
21,5 Prozent der Bevölkerung waren unter 18 Jahre alt, 7,9 Prozent zwischen 18 und 24, 27,4 Prozent zwischen 25 und 44, 27,6 Prozent zwischen 45 und 64 und 15,7 Prozent waren älter als 65. Das Durchschnittsalter betrug 40 Jahre. Auf 100 weibliche Personen kamen statistisch 94,6 männliche Personen und auf 100 Frauen im Alter von 18 Jahren und darüber kamen 95,0 Männer.
Das jährliche Durchschnittseinkommen eines Haushalts betrug 23.958 USD, das Durchschnittseinkommen der Familien betrug 29.784 USD. Männer hatten ein Durchschnittseinkommen von 23.513 USD, Frauen 16.219 USD. Das Prokopfeinkommen betrug 13.320 USD. 14,3 Prozent der Familien und 19,1 Prozent der Einwohner$lebten unterhalb der Armutsgrenze.